# Bob Elliott (Komiker)

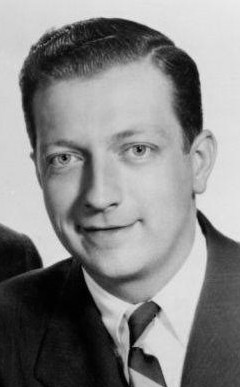
Bob Elliott

Robert „Bob“ Bracket Elliott (* 26. März 1923 in Boston, Massachusetts; † 2. Februar 2016 in Harbor Island) war ein US-amerikanischer Komiker, Drehbuchautor, Sprecher, Hörfunkmoderator und Schauspieler.

## Leben
Bob Elliott wurde 1923 in Boston, im US-Bundesstaat Massachusetts geboren.
Elliot war Teil des Komiker-Duos Bob and Ray. Bob Elliott diente während des Zweiten Weltkriegs in der US-Armee in Nordeuropa. Im Radio trat er in Sendungen mit seinem langjährigen Partner Ray Goulding auf. Diese waren über Jahrzehnte hinweg in verschiedenen Serien und Zeitfenstern zu sehen, beginnend in den späten 1940er Jahren im Bostoner WHDH-Radio in der Sendung Matinee with Bob and Ray.
1951 stand Elliott in der Fernsehserie The Bob & Ray Show erstmals für das Fernsehen vor der Kamera. 1959 hatte er seine erste Filmrolle in Test Dive Buddies. 1972 bis 1973 erhielt er seine erste wiederkehrende Rolle in der Fernsehserie ABC Comedy News. Elliott spielte 1990 bis 1992 in der Fernsehserie Get A Life einen größeren Handlungsbogen.
Elliott heiratete Jane Underwood im Jahr 1943. Sie ließen sich 1953 scheiden und hatten keine Kinder. Der Bob-and-Ray -Autor Raymond Knight starb 1953. 1954 heiratete Elliott Knights Witwe Lee (geb. Peppers). Sie waren 58 Jahre lang bis zu ihrem Tod im Jahr 2012 verheiratet. Sie hatten zwei Söhne, Chris Elliott und Bob Elliott Jr., und eine Tochter, Amy Andersen. Er adoptierte die beiden Kinder von Lee und Ray Knight, Colony Elliott Santangelo und Shannon Elliott. Sie hatten 11 Enkel und fünf Urenkel. Elliott starb am 2. Februar 2016 in Cundy’s Harbor, Maine, im Alter von 92 Jahren an Kehlkopfkrebs. 

## Filmografie
- 1951: The Bob & Ray Show (Fernsehserie)
- 1959: Test Dive Buddies
- 1960: Kid Gloves
- 1971: Der 25 Millionen Dollar Preis (Cold Turkey)
- 1972: Between Time and Timbuktu (Fernsehfilm)
- 1972–1973: ABC Comedy News (Fernsehserie, 2 Folgen)
- 1976: The David Steinberg Show (Fernsehserie, Folge 1x01)
- 1978: Saturday Night Live (Fernsehserie, Folge 4x09)
- 1979: Happy Days (Fernsehserie, Folge 7x14 Die Silberhochzeit)
- 1980: Schrei nach Rache (Scream for Vengeance)
- 1981: B.C.: A Special Christmas (Fernsehfilm, Sprechrolle)
- 1982: Daddy! Daddy! Fünf Nervensägen und ein Vater (Author! Author!)
- 1984: Kidco
- 1985: Trapper John, M.D. (Fernsehserie, Folge 6x19)
- 1987: Action Family (Fernsehfilm)
- 1987: The Gnomes’ Great Adventure (Fernsehfilm, Sprechrolle)
- 1988: Coming of Age (Fernsehserie, Folge 2x03)
- 1988: Newhart (Fernsehserie, Folge 7x06)
- 1990: Ein verrückt genialer Coup (Quick Change)
- 1990–1992: Get A Life (Fernsehserie, 27 Folgen)
- 1994: Schiffsjunge ahoi! (Cabin Boy)
- 1999: LateLine (Fernsehserie, Folge 2x03)
- 2008: King of the Hill (Fernsehserie, Folge 13x03, Sprechrolle)